# Le Bellay-en-Vexin
Pour les articles homonymes, voir Bellay.
Le Bellay-en-Vexin est une commune française située dans le département du Val-d'Oise, en région Île-de-France.
Ses habitants sont appelés les Bellaysiens.

## Géographie

### Localisation
Le Bellay-en-Vexin (95), voie communale n° 2 dite du Bellay à Bercagny. Paysage du village depuis la voie communale no 2. La commune est un village rural et périurbain situé sur le plateau du Vexin français, à 8 km à l'est de Magny-en-Vexin, une vingtaine de kilomètres au nod-ouest de Cergy et à une cinquantaine au nord-ouest de Paris, et est aisément accessible par les anciennes routes nationales RN 14 et RN 15 (route de Pontoise à Dieppe).
Elle est située dans le périmètre du parc naturel régional du Vexin français.

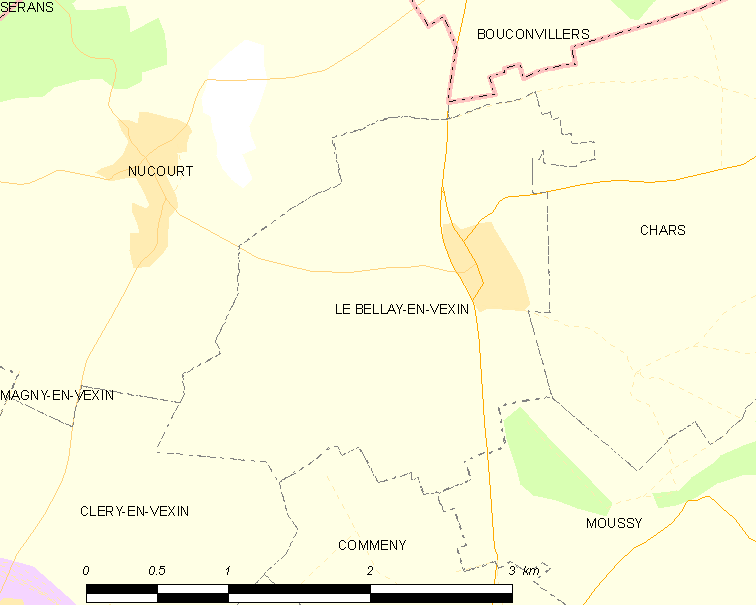
Carte de la commune.
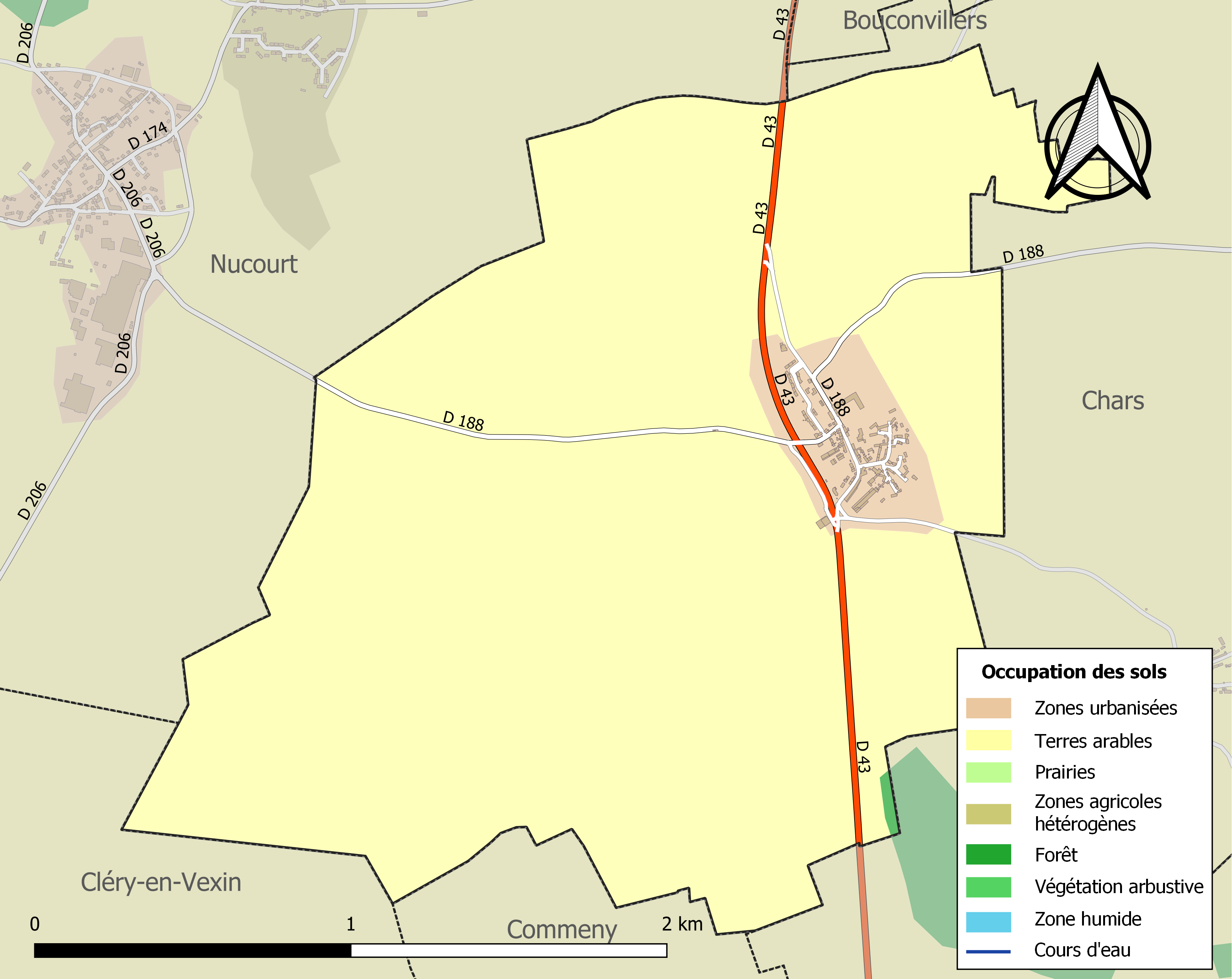
Occupation des sols.

### Communes limitrophes
La commune est limitrophe de : Chars, Moussy, Commeny, Cléry-en-Vexin et Nucourt.
|                |                    |        |
| Nucourt        | du Bellay-en-Vexin | Chars  |
| Cléry-en-Vexin | Commeny            | Moussy |

### Hydrographie
Il n'existe aucun réseau hydrographique de surface.

### Climat
Pour des articles plus généraux, voir Climat de l'Île-de-France et Climat du Val-d'Oise.
En 2010, le climat de la commune est de type climat océanique dégradé des plaines du Centre et du Nord, selon une étude du CNRS s'appuyant sur une série de données couvrant la période 1971-2000. En 2020, Météo-France publie une typologie des climats de la France métropolitaine dans laquelle la commune est exposée à un climat océanique et est dans la région climatique Sud-ouest du bassin Parisien, caractérisée par une faible pluviométrie, notamment au printemps (120 à 150 mm) et un hiver froid (3,5 °C).
Pour la période 1971-2000, la température annuelle moyenne est de 10,8 °C, avec une amplitude thermique annuelle de 14,7 °C. Le cumul annuel moyen de précipitations est de 717 mm, avec 11 jours de précipitations en janvier et 8 jours en juillet. Pour la période 1991-2020, la température moyenne annuelle observée sur la station météorologique la plus proche, située sur la commune de Boissy-l'Aillerie à 14 km à vol d'oiseau, est de 11,2 °C et le cumul annuel moyen de précipitations est de 635,8 mm,. Pour l'avenir, les paramètres climatiques de la commune estimés pour 2050 selon différents scénarios d'émission de gaz à effet de serre sont consultables sur un site dédié publié par Météo-France en novembre 2022.

## Urbanisme

### Typologie
Au 1er janvier 2024, Le Bellay-en-Vexin est catégorisée commune rurale à habitat dispersé, selon la nouvelle grille communale de densité à sept niveaux définie par l'Insee en 2022.
Elle est située hors unité urbaine. Par ailleurs la commune fait partie de l'aire d'attraction de Paris, dont elle est une commune de la couronne,. Cette aire regroupe 1 929 communes,.

## Toponymie

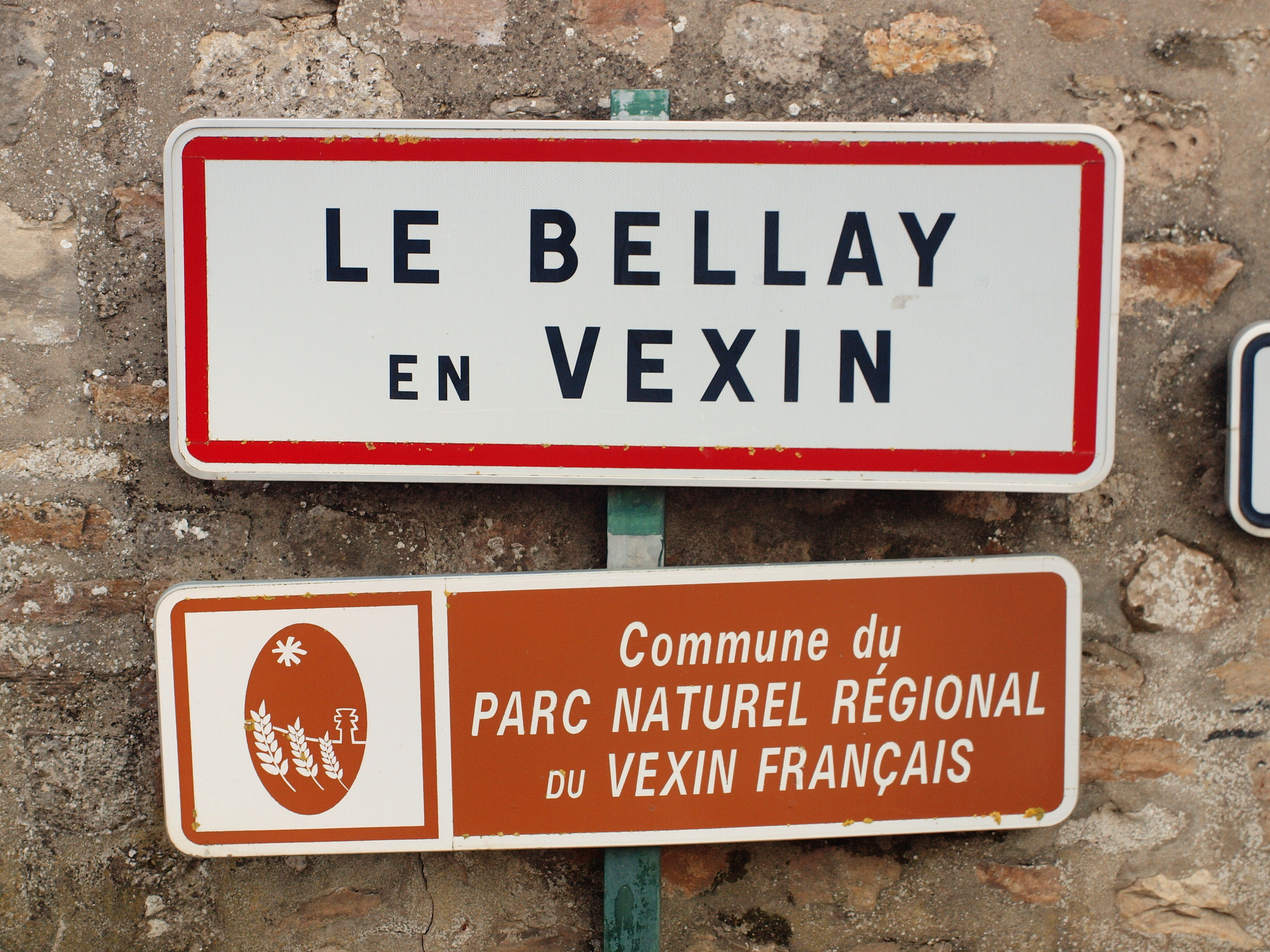

Le nom de la localité est mentionné sous les formes Belleyum, Boeley en 1142, Baalay en 1223.
Instituée par la Révolution française sous le nom de Bellay, la commune prend son nom actuel de Le Bellay-en-Vexin en 1902.
Bellaie, « lieu planté de bouleaux », l'origine du nom provient du gaulois betulla, bouleau et du suffixe -iacum.[réf. nécessaire]

## Histoire
Occupé dès l'Antiquité comme l'atteste la découverte d'un site gallo-romain et de fondations d'arène et de bains sur son territoire, le village est cité pour la première fois en 809 et est offert à l'abbaye de Saint-Denis en 829.
Seigneurie des Montmorency au XVIe siècle, puis des Luynes au XVIIe siècle et enfin de la famille de Bellay, le fief est vendu en 1666 à l'Hôtel-Dieu de Paris.  Louis de Flichy (1640-1701) est nommé receveur de la terre et seigneurie du Bellay-en-Vexin.

## Politique et administration

### Rattachements administratifs et électoraux
Antérieurement à la loi du 10 juillet 1964, la commune faisait partie du département de Seine-et-Oise. La réorganisation de la région parisienne en 1964 fit que la commune appartient désormais au département du Val-d'Oise et à son arrondissement de Pontoise après un transfert administratif effectif au 1er janvier 1968.
Pour l'élection des députés, la commune fait partie depuis 1968 de la première circonscription du Val-d'Oise.
Elle faisait partie depuis 1793 du canton de Marines du département de Seine-et-Oise puis de celui du Val-d'Oise. Dans le cadre du redécoupage cantonal de 2014 en France, la commune est désormais intégrée au canton de Pontoise.

### Intercommunalité
La commune, initialement membre de la communauté de communes du Plateau du Vexin, est membre, depuis le 1er janvier 2013, de la communauté de communes Vexin centre.
En effet, cette dernière a été constituée le 1er janvier 2013 par la fusion de la communauté de communes des Trois Vallées du Vexin (12 communes), de la communauté de communes Val de Viosne (14 communes) et  de la communauté de communes du Plateau du Vexin (8 communes), conformément aux prévisions du schéma départemental de coopération intercommunale du Val-d'Oise approuvé le 11 novembre 2011.

### Liste des maires
| Période                                  | Période       | Identité          | Étiquette | Qualité                              |
| ---------------------------------------- | ------------- | ----------------- | --------- | ------------------------------------ |
| Les données manquantes sont à compléter. |               |                   |           |                                      |
|                                          |               | Jacques Jorre     |           |                                      |
|                                          |               | Pascal Thiberge   |           |                                      |
|                                          |               | Philippe Duchemin |           |                                      |
|                                          |               | Jules Debellay    |           |                                      |
| mai 1925                                 | ?             | François Roger    |           |                                      |
| ?                                        | ?             | Henri Roger       |           |                                      |
| ?                                        | décembre 1941 | M. Valque         |           | Révoqué par le Gouvernement de Vichy |
|                                          |               |                   |           |                                      |
| mars 2001                                | mai 2020      | Didier Gabriel    | SE        | Président du Smirtom                 |
| mai 2020                                 | En cours      | Ludovic Bazot     |           |                                      |

## Population et société

### Démographie
L'évolution du nombre d'habitants est connue à travers les recensements de la population effectués dans la commune depuis 1793. Pour les communes de moins de 10 000 habitants, une enquête de recensement portant sur toute la population est réalisée tous les cinq ans, les populations de référence des années intermédiaires étant quant à elles estimées par interpolation ou extrapolation. Pour la commune, le premier recensement exhaustif entrant dans le cadre du nouveau dispositif a été réalisé en 2004.

En 2022, la commune comptait 219 habitants, en évolution de −10,61 % par rapport à 2016 (Val-d'Oise : +4 %, France hors Mayotte : +2,11 %).
| 1793 | 1800 | 1806 | 1821 | 1831 | 1836 | 1841 | 1846 | 1851 |
| ---- | ---- | ---- | ---- | ---- | ---- | ---- | ---- | ---- |
| 197  | 213  | 217  | 225  | 230  | 216  | 201  | 205  | 170  |

| 1856 | 1861 | 1866 | 1872 | 1876 | 1881 | 1886 | 1891 | 1896 |
| ---- | ---- | ---- | ---- | ---- | ---- | ---- | ---- | ---- |
| 203  | 186  | 177  | 171  | 156  | 153  | 150  | 173  | 169  |

| 1901 | 1906 | 1911 | 1921 | 1926 | 1931 | 1936 | 1946 | 1954 |
| ---- | ---- | ---- | ---- | ---- | ---- | ---- | ---- | ---- |
| 155  | 162  | 149  | 111  | 104  | 129  | 124  | 145  | 145  |

| 1962 | 1968 | 1975 | 1982 | 1990 | 1999 | 2004 | 2006 | 2009 |
| ---- | ---- | ---- | ---- | ---- | ---- | ---- | ---- | ---- |
| 177  | 147  | 123  | 114  | 154  | 258  | 257  | 254  | 243  |

| 2014 | 2019 | 2022 | - | - | - | - | - | - |
| ---- | ---- | ---- | - | - | - | - | - | - |
| 246  | 212  | 219  | - | - | - | - | - | - |

## Économie
- Agriculture.

## Culture locale et patrimoine

### Lieux et monuments

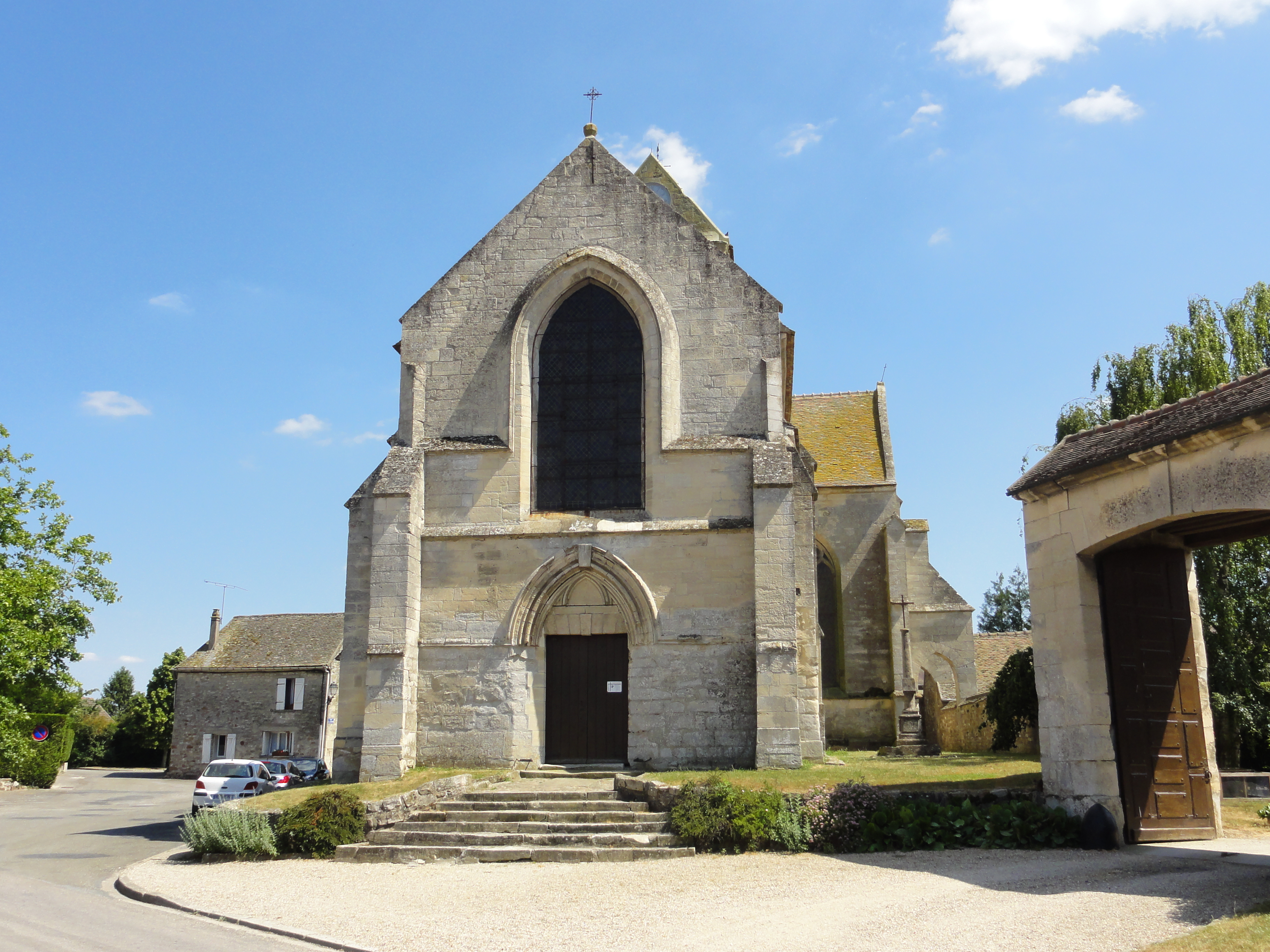
L'église Sainte-Marie-Madeleine, façade occidentale.

Le Bellay-en-Vexin compte deux monuments historiques sur son territoire :
- Église Sainte-Marie-Madeleine[28].

De plan cruciforme, elle se compose d'une nef-grange d'origine romane, mais maintes fois remaniée ; d'une base du clocher dont les quatre arcs-doubleaux conservent d'intéressants chapiteaux romans provenant de deux campagnes de construction différentes, alors que la voûte et ses colonnettes à chapiteaux datent seulement de la fin du XIIIe siècle ; d'un croisillon sud gothique rayonnant ; d'une chapelle gothique flamboyante au nord ; et d'un petit chœur carré de la Renaissance.
L'aspect extérieur, sobre et sévère, ne révèle pas la multiplicité des campagnes de construction, qui n'ont du reste que peu modifié le plan primitif. Par les deux portails, dont l'un est bouché, et par son clocher en bâtière richement décoré, l'église Sainte-Marie-Madeleine paraît avant tout comme un édifice de la période rayonnante, et les rares éléments romans ne sont visibles que depuis l'intérieur. Ils forment son principal intérêt, mais le croisillon sud, anciennement chapelle de la Vierge, séduit aussi par son élégance, et l'on oublie l'absence de caractère du chœur grâce à la présence d'un somptueux retable baroque,.
- Ferme de l'Hôtel-Dieu, près de l'église[31].

Le corps de logis, dit « maison du gouverneur », remonte au XVIe siècle. Il comporte des fenêtres à meneaux et est surmonté d'un curieux pigeonnier octogonal à corniche sculptée en feuilles de vigne, et avec des chimères en haut de chaque angle : il s'agit en fait d'une ancienne tour de guet. Le nom de la ferme vient du fait qu'elle ait été achetée par l'hôtel-Dieu de Paris en 1666, et ne renvoie donc pas à un ancien hôtel-Dieu au Bellay.

Ferme de l'Hôtel-Dieu
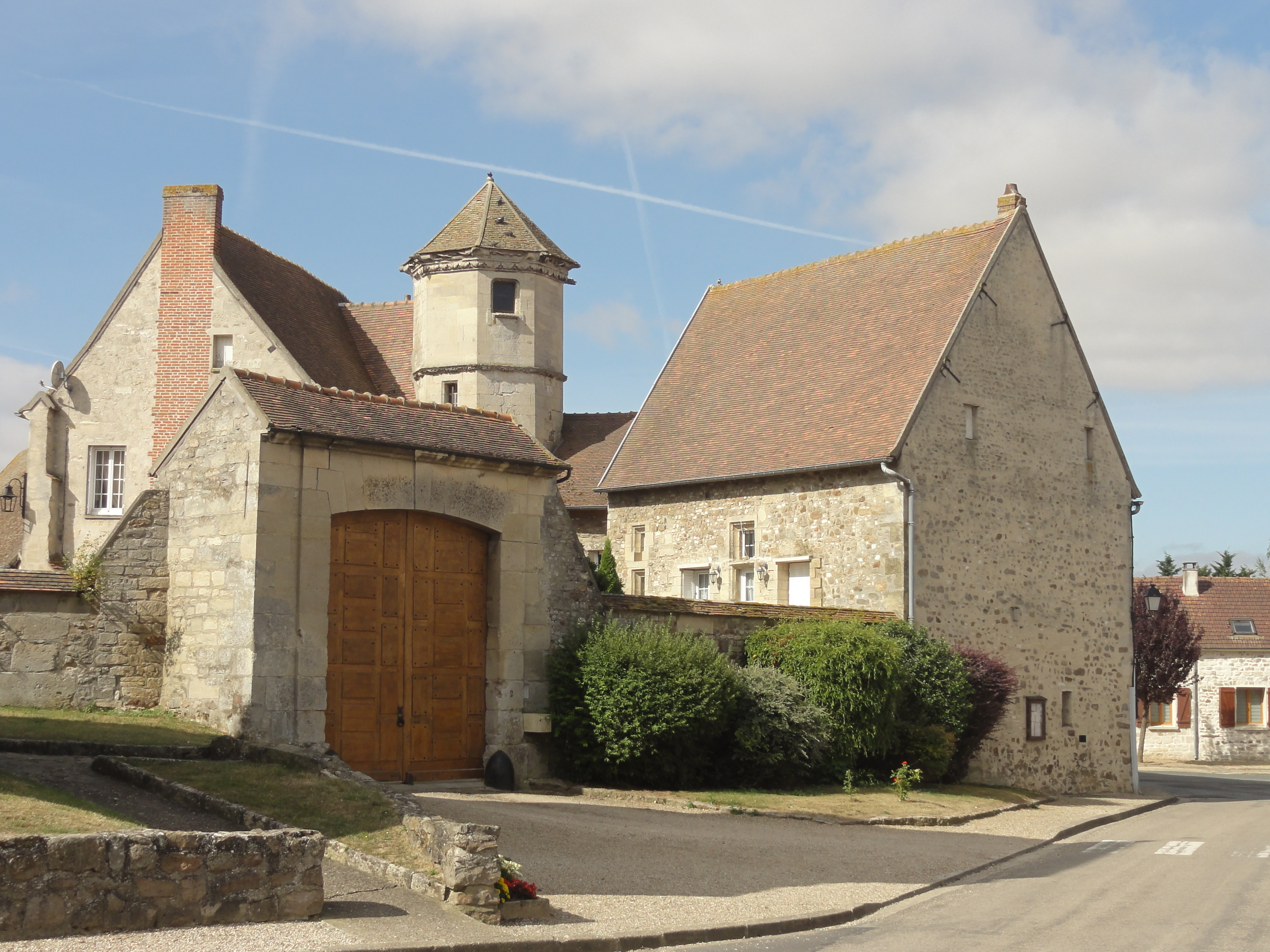
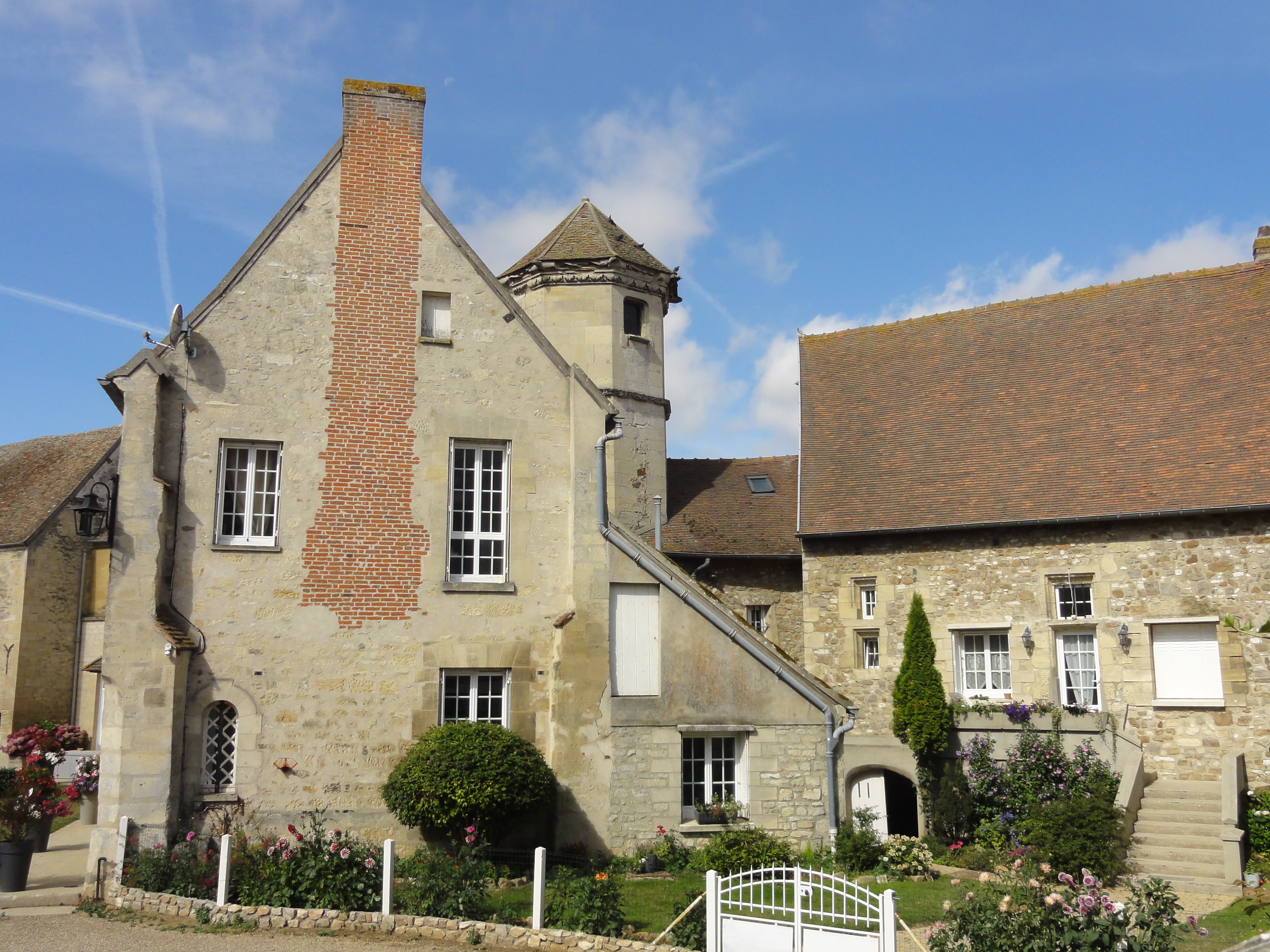
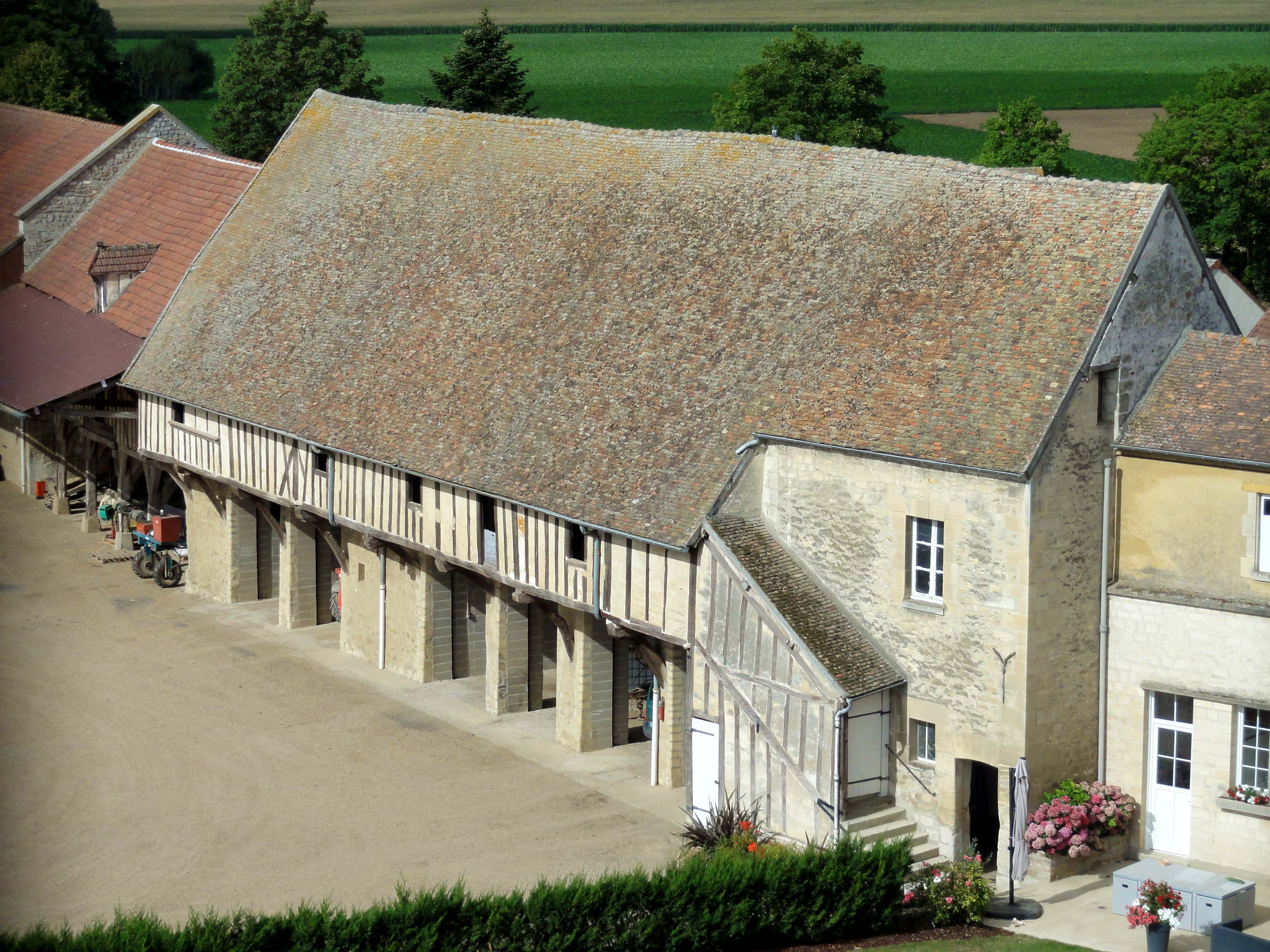
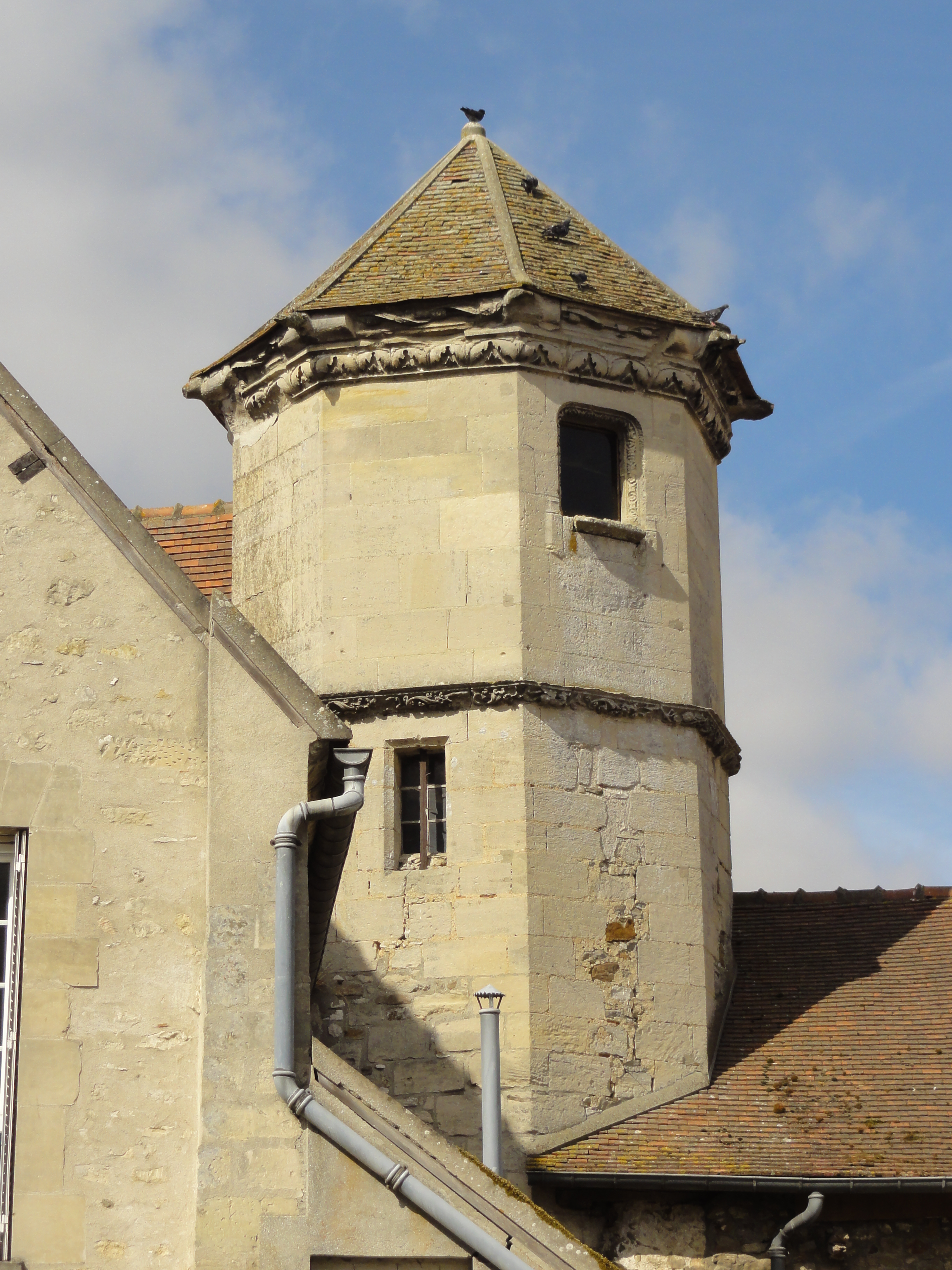

On peut également signaler :
- Croix de 1643 à côté de l'église[30].
- Calvaire dit « croix des Bons Garçons » à la sortie Nord du village.

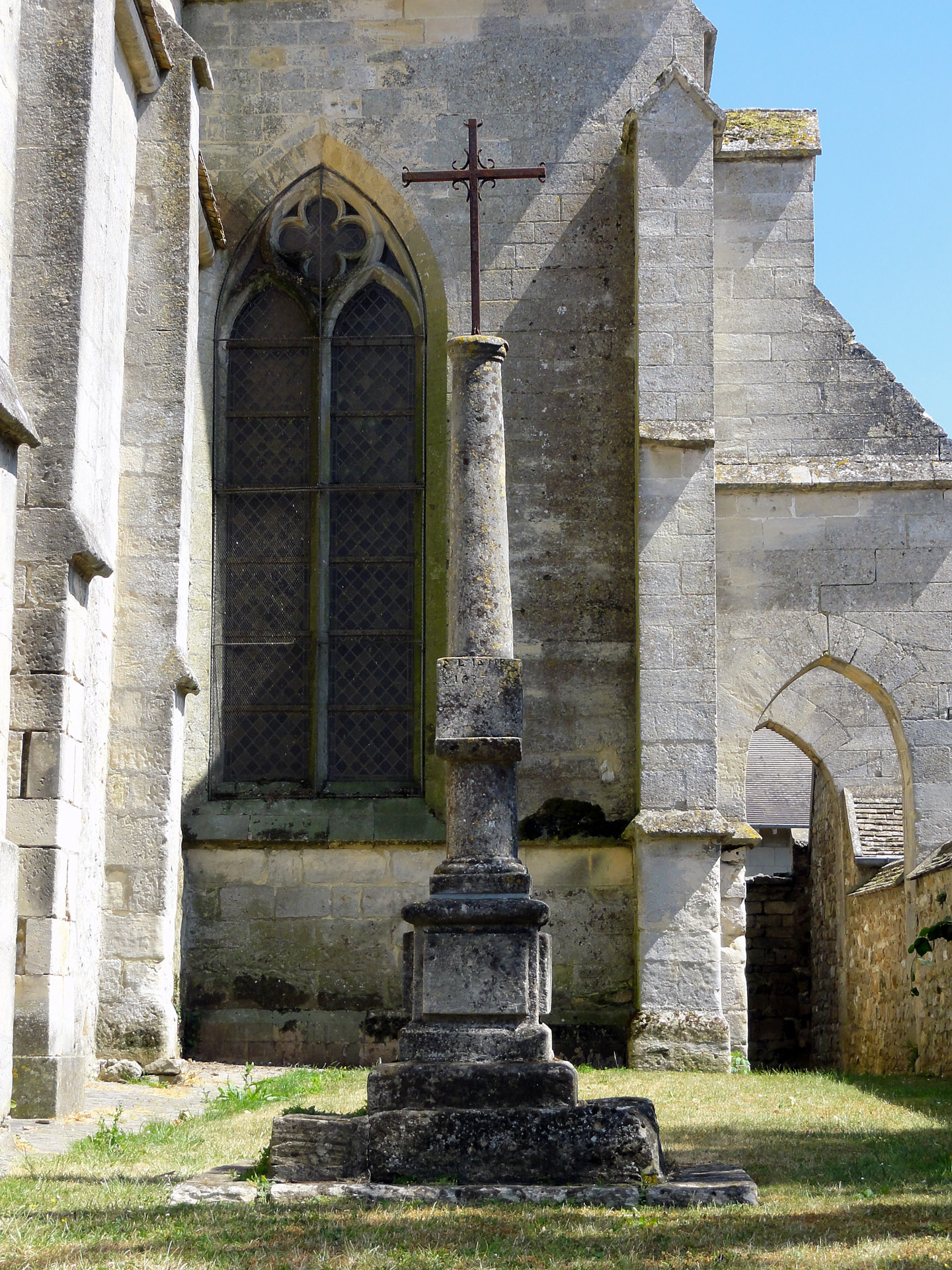
Croix à côté de l'église.
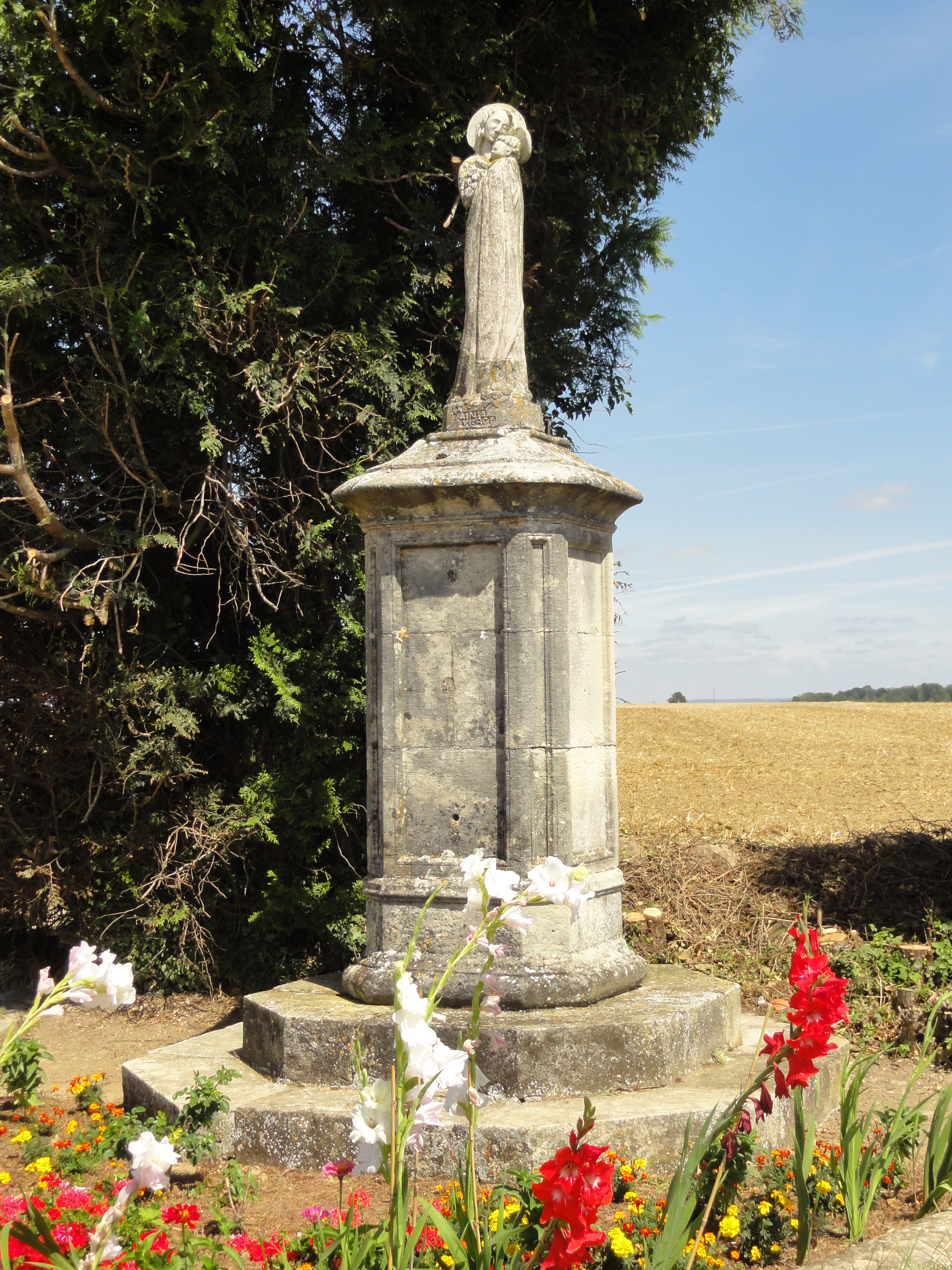
Vierge sur la route de Bouconvillers.
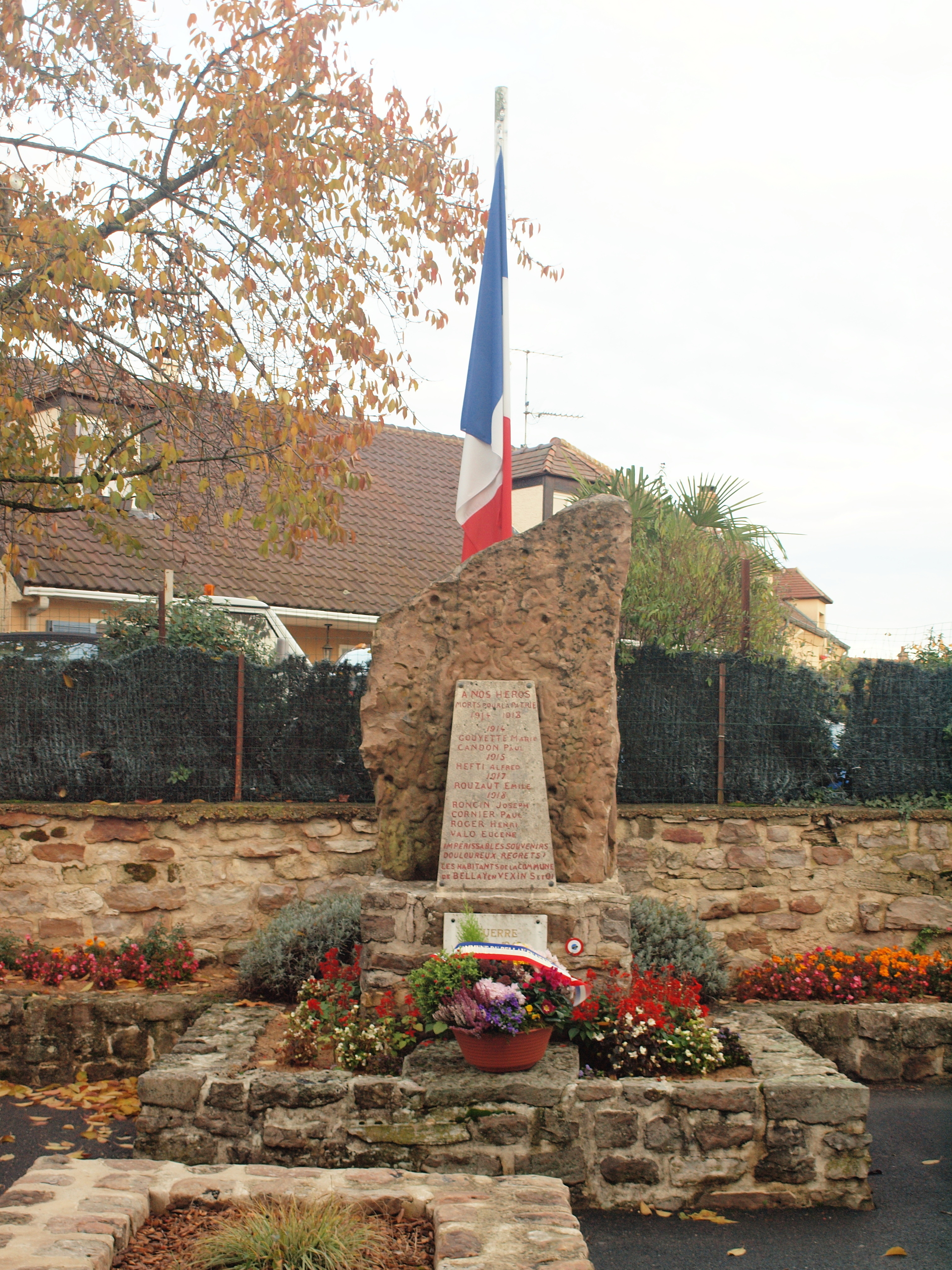
Monument aux morts.

### Héraldique
| Blason de Le Bellay-en-Vexin | Blason  | Parti : d'or au bouleau arraché de sinople, fûté au naturel, accosté, en pointe, de deux quartefeuilles aussi de sinople percées, au chef d'azur semé de fleurs de lis du champ brisé d'un lambel d'hermine. |
| Blason de Le Bellay-en-Vexin | Détails | |